# 李之翰
李之翰（?—?），字周卿。济南（今山东济南）人。金朝政治人物。
宣和進士。金兵攻陷洺州，李之翰被俘，後來降於金。曾任寧州知州。金熙宗皇統七年（1147年），因田珏黨案，被免官，流徙上京（今黑龍江省阿城市），途中遇赦，世宗朝复官。有《漆園集》行於世。